# 葛西賀子 (アナウンサー)
葛西 賀子（かさい よりこ、旧名：原田 賀子、1967年7月6日 - ）は日本のフリーアナウンサー、元青森放送アナウンサー。

## 経歴
青森県生まれ。青森県立青森高等学校、筑波大学第二学群人間学類（心理学専攻）卒業。1990年に青森放送にアナウンサーとして入社（同期に中野陽子、夏目浩光）。1995年からフリーアナウンサーに。1997年から2002年まで、朝日放送（ABCテレビ）で「ABC NEWSゆう」のキャスターなどを務める。 現在は、シンポジウムのコーディネーター等でも活動している。2011年の福島第一原発事故以降は、帰還困難区域の大熊町、浪江町、葛尾村などの住民対話集会のファシリテーターも務めている。

## 出演番組
- RABニュースレーダー
- 歌のない歌謡曲
- ワイド630
- ABC NEWSゆう（1997-2002）
- 葛西賀子のエネルギー・クロストーク